# Obrót towarowy
Obrót towarowy – obiegowe przesuwanie towarów lub wyrobów gotowych ze sfery produkcji do konsumpcji lub do kolejnego procesu produkcyjnego. Przyjmuje on formę barteru lub transakcji kupna-sprzedaży.
Istnieje również wewnątrzfirmowy obrót towarów. Obrót towarowy, tak samo jak obrót materiałowy, musi być ewidencjonowany dokumentami księgowymi, takimi jak Pz (Przyjęcie zewnętrzne), Pw (przychód wewnętrzny) czy Wz (wydanie zewnętrzne). Może być także ewidencjonowany na kontach syntetycznych (wynikowych).
W ujęciu makroekonomicznym obroty towarowe handlu zagranicznego to wymiana towarów z kontrahentami z siedzibą poza granicami kraju.